# Peter Westerlind
Nils Peter Westerlind, född 17 juli 1917 i Karlstad, död 3 november 1987 i Stockholm,  var en svensk jurist och ämbetsman.

## Biografi
Westerlind, som var son till en läroverksadjunkt, tog studentexamen i Gävle 1936 och därefter jur.kand.-examen vid Stockholms högskola 1941.  Han gjorde tingstjänstgöring vid Västmanlands västra domsaga 1941-43 och blev fiskal vid Svea hovrätt 1944. År 1946 tillträdde han som tingssekreterare vid Ovansiljans domstol 1946 för att sedan bli adjungerad ledamot i Svea hovrätt 1949. Han avancerade där till assessor 1950 och hovrättsråd 1959. År 1964 tillträdde han som justitieråd, ett ämbete han upprätthöll under perioderna 1964–1970 och 1980–1984. Han var under mellantiden 1971–1980  ordförande i Marknadsdomstolen.
Vid sidan av sin domarkarriär hade Westerlind en lång rad sidouppdrag och var bland annat sekreterare i riksdagens tredje lagutskott 1951–1953, ledamot av 1948 års sparbankssakkunniga 1952–1954, sakkunnig i justitiedepartementet 1953 och 1961, expert i kreditmarknadsutredningen 1958–1960 och ledamot där 1959–1960. 

## Utmärkelser
- Kommendör med stora korset av Nordstjärneorden, 6 juni 1974.[2]